# Municipio Andrés Eloy Blanco (Barinas)
Andrés Eloy Blanco es uno de los 12 municipios que forman parte del estado Barinas, Venezuela. Se encuentra ubicado al suroeste de Barinas. Tiene una superficie de 1493 km² y una población de 21 128 habitantes (censo 2011). La capital del municipio es El Cantón.

## Historia

### Toponimia
El nombre de la jurisdicción es en honor a Andrés Eloy Blanco. Unos de los libertadores de Venezuela. 

### Historia contemporánea
Desde el año 2000 hasta 2021, el municipio Andrés Eloy Blanco se mantuvo bajo el liderazgo del oficialismo (PSUV), primero con Zulay Martínez hasta 2008, seguida por Arismendi Berbesi, quien gobernó durante tres mandatos consecutivos hasta 2021. La dinámica política cambió con la elección de Jackson Barboza, representante de Voluntad Popular, como alcalde para el período 2021-2025, marcando así un nuevo rumbo en la gestión municipal.

## Parroquias
- El Cantón
- Santa Cruz de Guacas
- Puerto Vivas

## Geografía
Ocupa el extremo sudoccidental del estado Barinas. Se ubica dentro de las coordenadas UTM: Norte :806.300 y 846.900 Este :182.000 y 332.000

### Relieve
Posee un relieve de llanos altos. 

### Clima
Cuenta con una temperatura promedio de 24 °C

### Hidrografía
Circundan este Municipio los Ríos: Caparo, Sioca, Caparo Viejo y Apure.

### Límites
- Norte: con el municipio Ezequiel Zamora.
- Sur: con el estado Apure.
- Este: con el municipio Ezequiel Zamora
- Oeste: con el estado Táchira. Capital: El Cantón

### Parroquias
- Parroquia El Cantón, capital El Cantón Parroquia
- Santa Cruz de Guacas, capital Santa Cruz de Guacas
- Parroquia Puerto Vivas, capital Puerto Vivas

## Turismo
El municipio Andrés Eloy Blanco brinda diversas oportunidades para disfrutar del ecoturismo y estas son  otros más:
- Balneario Natural Río Caparo Ubicado a orillas del Río Caparo, Barrio Las Malvinas, El Cantón.
- Observación de Aves Localizados a orillas del Río Caparo aguas abajo, Sector Limoncito, El Cantón.
- Observación de Aves Ubicado a orillas del Río Caparo, aguas abajo, a 800 m de la población El Cantón, Sector El Matadero....

### Artesanías
La producción artesanal del municipio se caracteriza por la elaboración de trabajos en madera de alta calidad, tanto de uso utilitario como decorativo. Estas piezas reflejan el conocimiento técnico y la tradición cultural de sus artesanos.
Asimismo, destaca la confección de tejidos en nailon, especialmente utilizados para la elaboración de atarrayas, alpargatas, hamacas y chinchorros, elementos fundamentales en la vida cotidiana de las comunidades locales y representativos de la identidad llanera.

## Economía
Potencialmente se destaca la producción de ganado de carne y leche. En el aspecto agrícola cuenta con una producción de: lechosa, ocumo, tomate, pimentón, ají dulce, caña de azúcar, caraotas, maíz, yuca, plátano, parchitas, naranjas entre otros. Por encontrarse en este Municipio la Reserva Forestal de Caparo su economía también se apoya en la explotación maderera....

## Gastronomía
En su gran variedad cabe destacar alguno de sus platos favoritos ….
- Carne en vara nunca falta en eventos como fiestas ferias reuniones familiares entre otras
- Parrilla o carne asada, morcilla, hallacas, ensalada fría, el pescado frito o guisado con arroz

## Política y Gobierno

### Alcaldes
| Período     | Alcalde           | Partido político / Alianza | % de votos | Notas |
| ----------- | ----------------- | -------------------------- | ---------- | --- |
| 2000 - 2004 | Zulay Martínez    | MAS                        | 56,42      | Primer alcalde bajo elecciones directas (se realizaron elecciones generales adelantadas en el 2000 debido a la aprobación de la Constitución de 1999) |
| 2004 - 2008 | Zulay Martínez    | PODEMOS                    | 68,50      | Reelecta |
| 2008 - 2013 | Arismendi Berbesi | PSUV                       | 45,18      | Segundo alcalde bajo elecciones directas (se postergan 1 año las elecciones municipales pautadas para finales del 2012)                               |
| 2013 - 2017 | Arismendi Berbesi | PSUV                       | 67,51      | Reelecto |
| 2017 - 2021 | Arismendi Berbesi | PSUV                       | 76,34      | Reelecto |
| 2021 - 2025 | Jackson Barboza   | MUD                        | 65,48      | Tercer alcalde bajo elecciones directas |

### Concejo municipal
Período 2000 - 2005
| Concejales         | Partido político / Alianza |
| ------------------ | -------------------------- |
| Olga Marquez       | MAS                        |
| Marleny Villarreal | MAS                        |
| Saulo Duarte       | MAS                        |
| Faustino Velasco   | MAS                        |
| Jacinto Aguilar    | AD                         |

Período 2005 - 2013
| Concejales         | Partido político / Alianza |
| ------------------ | -------------------------- |
| Olga Marquez       | PODEMOS                    |
| Marleny Villarreal | PODEMOS                    |
| Saulo Duarte       | PODEMOS                    |
| Freddy Sanchez     | MVR                        |
| Gustabo Chaustre   | PPT                        |

Período 2013 - 2018:
| Concejales         | Partido político / Alianza |
| ------------------ | -------------------------- |
| Martín Rojas       | PSUV                       |
| Gustabo Chaustre   | PSUV                       |
| Olga Marquéz       | PSUV                       |
| Romer Mendez       | PSUV                       |
| Marleny Villarreal | PSUV                       |
| Eglee Pérez        | PSUV                       |
| Freddy Sánchez     | PSUV                       |

Período 2018 - 2021
| Concejales     | Partido político / Alianza |
| -------------- | -------------------------- |
| Ana Gómez      | PSUV                       |
| Dibo Lobo      | PSUV                       |
| Carmen Márquez | PSUV                       |
| Blanca Gaviria | PSUV                       |
| Deivis Pérez   | PSUV                       |
| Martin Rojas   | PSUV                       |
| Eglee Pérez    | PSUV                       |

Período 2021 - 2025
| Concejales:    | Partido político / Alianza |
| -------------- | -------------------------- |
| Jose Torres    | MUD                        |
| José Durán     | MUD                        |
| Doris Gonzalez | MUD                        |
| Arelis Leal    | MUD                        |
| Magda Chacón   | MUD                        |
| José Contreras | MUD                        |
| Jhon Doria     | PSUV                       |